# 러시아의 성매매
러시아에서 성매매는 불법이기는 하지만, 중죄로 간주되지는 않는다. 러시아에서 성매매 행위에 대한 최고 형벌은 벌금형이다. 하지만 성매매를 조직화하는 행위는 징역형의 실형으로 처벌받을 수 있다.

## 역사적 개관
표트르 대제의 군사개혁 이후 수많은 미혼남이 군복무를 하게 되면서 러시아에는 성매매가 흔해졌다. 이들 군인들로 인하여 성매매에 대한 수요가 창출되기 시작하였다. 표트르 대제의 뒤를 이은 황제들은 저마다 성매매 원천금지에서부터 성매매 합법화에 이르기까지 성매매에 대해 다르게 처신하였다.
19세기 후반까지 러시아 제국에서 성매매 행위는 합법적인 행위로 취급되었다. 대부분의 도시에서 등급 내지는 가격별로 수많은 매음굴이 광범위하게 퍼져 있었다. 매음굴을 이용하는 남성 고객층에는 귀족에서부터 노동자에 이르기까지 다양하였다. 하지만 불법 매춘거리는 여전히 남성 포주의 통제 아래 있었다. 러시아어로 고양이라는 뜻의 ‘코트(кот)’는 남성 포주를 가리킬 때 쓰는 용어이고, 여자 포주는 ‘반데르사(бандерша)’라고 불렸다.
러시아에서 성매매가 불법으로 지정되어 금지된 것은 소비에트 연방 때부터이다. 그러나, 소비에트 연방이 해체된 이후 성 산업은 다시 성장하고 있는 추세이다.

## 토치카
‘토치카(точка)’는 모스크바 및 기타 러시아의 대도시들에 산재해 있는 야외 윤락시장을 가리키는 완곡한 표현으로, 본래 단어의 의미는 러시아어로 지점 또는 위치이다.

## 아동 성매매, 성매매 강요, 여성 밀매
캐나다 정부에서 후원하고 있는 여섯 개의 유엔 산하기구 및 국제이민기구의 지원을 받는 월드비전의 중동-동유럽 지부에서 발표한 2006년도 보고서에 따르면, 아동 성착취, 아동 인신매매 그리고 미성년자에 대한 성폭행이 매년 증가하고 있으며, 러시아는 아동 섹스 관광의 새로운 장소로 떠오르고 있는 것으로 알려졌다. 또한 보고서에 의하면 모스크바에서 성산업 종사자들의 약 2퍼센트~2.5퍼센트는 미성년자인 것으로 알려졌다.
현재 러시아는 전 세계적 규모로 성착취를 목적으로 인신매매되는 여성들의 주요 공급처 가운데 하나이다. 러시아는 또한 인접 국가 및 유럽과 아시아 그리고 북아메리카로 성적 노동력 착취를 위해 불법으로 매매되는 여성들의 주요 경유지 가운데 하나이기도 하다. 1996년과 2001년 사이에 텔아비브의 매춘업소 숫자가 30개에서 150개로 치솟았는데, 러시아 매춘부들이 이스라엘로 유입된 것이 주된 이유였다.
국제노동기구에서는 러시아에 거주하는 불법체류자 5백만 명 가운데 약 20퍼센트가 인신매매의 한 형태인 강제노동의 희생자로 추정하고 있다. 국제노동기구는 또한 이들이 아동 인신매매와 아동 섹스 관광의 목적으로 희생당하고 있다고 보고 있다. 러시아 정부는 인신매매를 근절하기 위해 노력하고 있다고 말하고 있으나, 국제 사회는 러시아 정부의 조치가 인신매매 근절을 위한 최소한의 기준에도 못 미친다고 비난하고 있다.
2007년 러시아의 대표적인 공업도시인 니즈니타길에서 수많은 성매매 강요와 집단 살인 행각이 일어난 것이 드러났다. 포주인 갱들은 소녀들을 강제로 납치해서 자신들의 매음굴에서 일할 것을 강요하였으며, 이를 거부하는 소녀들은 가차없이 살해하였다. 경찰의 조사 결과, 피해자 30명의 시신이 묻힌 거대한 무덤도 발견되었다.